# کالیگولا (نمایش‌نامه)
کالیگولا (به فرانسوی: Caligula) نمایش‌نامه‌ای است که آلبر کامو، نویسندهٔ الجزایری-فرانسوی، نوشتن آن را در سال ۱۹۳۹ آغاز کرد و اولین نسخه آن در ماه مه ۱۹۴۴ بدست انتشارات گلیمر به چاپ رسید. او بعدها در این نمایش‌نامه، رمان بیگانه و نیز مقاله افسانه سیزیف تغییرات و بازبینی‌های بسیاری انجام داد که خود آن را را دور باطل∗ نامیده است. بعضی از منتقدین، این کتاب را متعلق به مکتب اگزیستانسیالیسم می‌دانند در حالیکه خود کامو همیشه تعلق خود به این مکتب را نفی می‌کرد.

## نسخه‌ها
آخرین نسخه این نمایش‌نامه که در ۴ پرده در سال ۱۹۴۴ نوشته شده، در سال ۱۹۴۴ میلادی به همراه نمایش‌نامه سوءتفاهم منتشر شد و سپس در همان سال به‌طور جدا منتشر گردید. نسخه‌ای نیز در ۳ پرده در سال ۱۹۴۱ منتشر شده بود که در سال ۱۹۸۴ تجدید چاپ شده‌است. تفاوت بین این دو نسخه نشان‌دهنده تأثیر جنگ دوم جهانی بر کامو است.

## دربارهٔ کتاب
این نمایش بر پایه زندگی کالیگولا، سومین امپراتور روم نوشته شده‌است که در ۲۱ سالگی بر تخت امپراتوری نشست و در سال ۴۱ میلادی کشته شد. البته آلبر کامو نیز برداشتی خاص از زندگی این امپراتور جوان داشته‌است. نمایش نشان می‌دهد که کالیگولا، امپراتور جوان رومی، با مرگ خواهرش، دروسیلا، که معشوقه‌اش نیز بود دچار پریشان‌احوالی می‌شود. در بیان حوادث از دیدگاه کامو، کالیگولا نهایتاً به‌طور عمد زمینه قتل خود را فراهم می‌کند.
پس از مرگ خواهر، کالیگولا که به حقیقت مرگ آگاه شده، حکومت وحشت را آغاز می‌کند: مرگ سایه خود را بر سر اطرافیان کالیگولا می‌گستراند. دیگر هیچ‌کس، جز تنی چند که با راستی زندگی می‌کنند بر فردای خود ایمن نیست. کالیگولا که اینک قدرت مطلق در اختیار اوست با پوچی درمی‌افتد. هربار که ابرمردی بر تخت می‌نشیند محنت و آزمون بزرگی برای خلق آغاز می‌شود. غرض آن نیست که کالیگولا با هیتلر مقایسه شود چرا که کالیگولا حتی مستبد هم نیست: «مستبد کسی‌است که ملت‌ها را فدای عقایدش یا جاه‌طلبی‌اش می‌کند.» بااین‌همه، گرچه زیر بار چندین جنگ نرفته‌است، گرچه پیروزی و فتح را به سخریه می‌گیرد، در آخر او هم کاری جز جنایت نمی‌کند. البته جنایتی «هنرمندانه». قتل که در نظر او یکی از شاخه‌های هنرهای زیباست نتیجه منطقی، و نیز حقیرانه ستیز با مطلق است. کیریلوف، قهرمان جن زدگان داستایوفسکی تنها با کشتن خود می‌تواند آزادی خود را نشان دهد و کالیگولا با کشتن دیگران.
قدرت استدلال و استنتاج کالیگولا تا به حدی است که ما خوانندگان یا تماشگران، با نخستین جنایات او هم‌آواز و حتی هم‌گام می‌شویم. آنجا که برای نجات خزانه، بزرگزادگان را وادار به وصیت به نفع دولت می‌کند و سپس دستور قتل آن‌ها را می‌دهد، آنجا که سناتورهای ابله و ترسو را می‌کشد. اما طلب آزادی از راه پوچی به زودی موجب عصیان می‌شود و سرانجام لحظه‌ای می‌رسد که کالیگولا، حتی در مطلق، به خطا می‌رود. تا جایی که خود نیز به خطای خود پی می‌برد: «بیا منصفانه قضاوت کنیم: فقط حماقت نیست که بر ضد من است، راستی و دلیری کسانی هم هست که می‌خواهند خوشبخت باشند.»

## اجراهای معروف
نمایش کالیگولا معمولاً از موفق‌ترین نمایش‌های صحنه‌ای جهان بوده‌است. اپرایی از دلتو گلانرت∗ در سال ۲۰۰۶ بر پایه این نمایش‌نامه اجرا شد. نسخه اول کالیگولا نیز در سال ۱۹۴۵ با بازی جرارد گرانداژ∗ اجرا شد. در ۲۲ مارس ۱۹۵۵ خود کامو نمایش‌نامه را در تماشاخانه‌ای خواند.

### اجراهای مشور در جهان
لندن - ترجمه جدیدی از آن به کارگردانی مایکل گرانداژ و بازیگری مایکل شین اجرا شده که جوایزی نیز دربرداشته‌است.
دوبلین، ایرلند - همان ترجمه در دوبلین نیز با کارگردانی کونور هانراتی اجرا شده که نامزد دریافت جوایزی نیز برده است.
ادینبورگ - در شرکت تئاتر KCS این نمایش‌نامه در جشنواره فرینج به کارگردانی آدام کراس در اوت ۲۰۱۱ به روی صحنه رفته است.
هند - کالیگولا توسط دکتر شارارد چاندرا به زبان هندی ترجمه شده‌است و اجراهای متعددی از آن به کارگردانی آرویند گااور و آرون کوکرجا نمایش داده شده‌اند.
فرانسه - در اوایل سال ۲۰۰۶، چارلز برلینگ، کالیگو را تماشخانه ورکشاپ در پاریس کارگردانی کرد.
ژاپن - یوکیو نیناگاوا این نمایش را در تماشخانه ساختمان بونکامورا در توکیو کارگردانی کرده‌است.

### اجراهای ایران
در ایران نیز این نمایش توسط افراد مختلفی بازنویسی و کارگردانی شده‌است از جمله:
- نمایش کالیگولا شاعر خشونت به کارگردانی آتیلا پسیانی، ۱۳۸۲[۲].
- نمایش کالیگولا به کارگردانی مهبود مهرنوش، فرهنگسرای نیاوران، ۱۳۸۴[۳].
- نمایش کالیگولا به کارگردانی همایون غنی‌زاده، تماشاخانه ایرانشهر، ۱۳۸۹[۴].
- تله‌تئاتر کالیگولا به کارگردانی قطب‌الدین صادقی، پخش از شبکه ۴ سیما[۵].
- نمایش کالیگولا به کارگردانی همایون غنی‌زاده، سالن هما، و سالن وحدت ۱۳۹۴[۶].
- نمایش کالیگولا به کارگردانی رحیم موسوی، تالار آفتاب سمنان ۱۳۷۴
- نمايش صفر درجه سانتي گراد زير صفر(موضوعيت رمان كاليگولا  به كارگرداني شادي اسد پور، تماشاخانه ديوار چهارم و بازيگري هليا تصديقي ١٤٠٠

### اقتباس‌های سینمایی
در سال ۱۹۷۹ میلادی، فیلم کالیگولا به کارگردانی تینتو براس با مشارکت ایالات متحده آمریکا و ایتالیا بر اساس این نمایش‌نامه ساخته شد.

## ترجمه‌های فارسی
تعدادی از چاپ‌های این کتاب به زبان فارسی در ایران در زیر آمده است:
- کامو، آلبر (١٣٩٥). کالیگولا (نمایشنامه در چهار پرده). ترجمهٔ پرويز شهدى. تهران: انتشارات به سخن.
- الگو:يادكرد كتاب
- کامو، آلبر (۱۳۴۶). کالیگولا (نمایشنامه در چهار پرده). ترجمهٔ ابوالحسن نجفی. تهران: نیل.
- کامو، آلبر (۱۳۴۷). کالیگولا. ترجمهٔ شورانگیز فرخ. تهران: انتشارات مروارید - خانه کتاب.
- کامو، آلبر (۱۳۵۰). کالیگولا. ترجمهٔ ابوالحسن نجفی. تهران: نیل.
- کامو، آلبر (۱۳۵۷). کالیگولا. ترجمهٔ ابوالحسن نجفی. تهران: کتاب زمان.
- کامو، آلبر (۱۳۵۷). کالیگولا. ترجمهٔ شورانگیز فرخ. تهران: مروارید.
- کامو، آلبر (۱۳۷۵). کالیگولا. ترجمهٔ شورانگیز فرخ. تهران: فیروزه. شابک ۹۶۴-۹۰۴۸۵-۴-۵.
- کامو، آلبر (۱۳۸۲). کالیگولا. ترجمهٔ ابوالحسن نجفی. تهران: کتاب زمان. شابک ۹۶۴-۶۳۸۰-۲۹-۸.
- کامو، آلبر (۱۳۸۹). کالیگولا. ترجمهٔ پری صابری. تهران: نشر قطره. شابک ۹۷۸-۹۶۴-۹۰۲۲۲-۸-۴.
- کامو، آلبر (۱۳۹۰). کالیگولا. ترجمهٔ پری صابری. تهران: نشر قطره. شابک ۹۷۸-۶۰۰-۱۱۹-۳۳۳-۰.